# Rocha Fútbol Club
Rocha Fútbol Club es un club de fútbol uruguayo de la ciudad de Rocha, en el departamento homónimo. Fue fundado en 1999 y es recordado por ser el primer club del interior en obtener un campeonato en Primera División, al lograr el Torneo Apertura 2005-06.
Actualmente milita en la Primera División Amateur de Uruguay tras descender en la temporada 2021.

## Historia

### Sus inicios
En el año 1998, la Asociación Uruguaya de Fútbol decidió una reforma de la Liga de Primera División en procura de integrar el fútbol de todo el país (hasta entonces, el fútbol profesional se practicaba solo por equipos de Montevideo, realizando una licitación para integrar cuatro equipos del interior directamente a Primera División. Fueron tres cupos otorgados para el Uruguayo de 1999, dejando una plaza vacante, con finalidad de ser licitada para el Uruguayo de 2000.
Rocha Fútbol Club fue fundado en 1999 por varios clubes de las ligas regionales de Rocha, con la intención de formar un equipo que representara a todo el departamento. Los clubes fundadores fueron:
- De Rocha: River Plate, Palermo, Tabaré, Plaza Congreso, Lavalleja, Irineo de Espada, Nacional, Deportivo Artigas, Rampla Juniors, Peñarol, Defensor Sporting, Deportivo La Paloma y La Aguada.
- Del Chuy: San Vicente, Nacional, Deportivo Internacional, Peñarol y Las Piedras.
- De Cebollatí: Santos, Deportivo Estero, Colombes, Cebollatí y Deportivo Unión.
- De Velázquez: San Lorenzo, Mevir, Racing e Independiente.
- De La Coronilla: Santa Teresa, Deportivo Punta del Diablo, Olimpia y Salinas.
- De Lascano: Banfield, Deportivo El Can, La Curva y El Molino.
- De Castillos: Nacional, Peñarol, Wanderers, Valizas, Amanecer y Deportivo Uruguay.

Reúne la voluntad comprometida y firmada de cuarenta instituciones rochenses. El primer Director Técnico fue Juan Ramón Carrasco. En el 2001 consiguió su única victoria ante un grande, 2 a 1 a Peñarol por el clasificatorio 2001; dicho año descendió a la Segunda División Profesional. Militó en esta divisional en 2002 y 2003 cuando ascendió a primera de la mano de Alberto Martínez, con un gol en la hora del "negro" Recoba ante Cerro Largo. En dicho año 2003, fue campeón del Torneo Apertura 2003 al vencer por 4 a 1 a Paysandú F.C. en el Estadio Sobrero.
En el 2004 se salvó del descenso en las últimas fechas, en un partido inolvidable con Deportivo Maldonado, con 2 goles de Pedro Cardoso, que permitieron salvarle del descenso.
Después de ese gran torneo, llegó lo más importante en la corta historia de Rocha: la obtención del Apertura 2005. Algo histórico para un club de tierra adentro del país, con 2 goles de Maguregui ante Rampla Juniors los celestes se dieron el lujo de dar la vuelta olímpica en el Sobrero ante 8000 almas rochenses, dejando sin posibilidad de campeonar a Nacional. Tras una mal clausura, llegaron las finales 2005/2006 que Rocha perdió ante Nacional y fue vicecampeón de esta temporada.
Fue el primer club del interior en participar en la Copa Libertadores de América en el 2006, donde tuvo una buena actuación al ganarle en el Campus de Maldonado 3 a 2 a Liga de Quito, base de la selección ecuatoriana, y dos empates ante Universitario, terminando tercero detrás de Vélez Sarfield de Argentina, Liga de Quito.
Llegó la temporada 2006/2007, donde no salieron bien las cosas y se dio el descenso a Segunda División.
El primer Presidente de Rocha fue el Esc. Juan Ángel Delgado representante de la Liga Rochense de Fútbol; el primer director técnico del equipo celeste fue Juan Ramón Carrasco, quien también era jugador de la Institución.

### Primeras participaciones
El primer partido oficial del Celeste fue el 18 de febrero del año 2000, en el Estadio Luis Trócoli de Montevideo, por la primera fecha del Campeonato Uruguayo, 2000, jugando frente al Racing Club de Montevideo, empatando en un gol, siendo Daniel Roselló el autor del gol rochense. El equipo celeste formó esa noche con César Olivera, Julio Lancieri, Enrique Saravia, Ángelo Lamanna, Rubén Pereira, Mario Carballo, Martín González, Héctor Méndez, Daniel Rosselló, Juan Ramón Carrasco y Jair Rosa. La tercera división, que también debutara ese día como preliminar frente a Racing, perdió por 3 a 0. El primer partido de Rocha en condición de locatario fue el 05/03/2000 y se midió ante Cerro con estadio lleno, esa tarde el equipo del este venció al capitalino 3 a 1 con dos tantos de Christian Castellano y otro de Daniel Rosselló.
Las primeras temporadas del club, dirigido por Juan Ramón Carrasco (quien se desempeñaba como entrenador y futbolista al mismo tiempo), fueron de magros resultados deportivos, y el club terminó descendiendo en 2001. En 2003, derrotó en finales a Paysandú y obtuvo el Torneo Apertura de Segunda División, lo cual sería su primer título y además, ese año lograría el retorno a Primera al derrotar en la última fecha a Cerro Largo F.C. en Rocha.
Después de las dos primeras temporadas del Rocha en el fútbol uruguayo, el año 2000 y 2001, descendió a la Segunda División. Entre el 2000 y el principio del 2001 Juan Ramón Carrasco fue el técnico celeste y la verdad que dejó mucho que desear ya que de 47 partidos jugados solo ganó 9, esto ya hacía venir que Rocha pronto estaría en la “B”, fue cuándo Carrasco dejó el equipo y su sucesor fue un hombre de Rocha, que conocía el fútbol del medio Nelson González, él no pudo solucionar los problemas del equipo, pero algo rescatable que tuvo fue el histórico triunfo en el Mario Sobrero ante Peñarol. Ese día el 16/06/2001 al equipo del este lo dirigía Nelson González, y jugaron sus dos hijos, que han sido figuras tras la corta historia de Rocha: estamos hablando de Martín y Matías. En ese partido el “negro” Recoba marcó dos goles y el restante fue conquistado por Martín González.
Para el 2002 llegó Carlos Dante Cadoso como DT del equipo mayor. El primer objetivo era volver lo más rápido posible a la Divisional A y la verdad es que se estuvo cerca de conseguir el ansiado ascenso, pero no se logró. En el 2003 asume Alberto Martínez como técnico de Rocha, con un plantel con todos jugadores del departamento Rocha logra conquistar su primer campeonato del profesionalismo ante el Paysandú Fútbol Club en dos finales se hace conquista de la Copa Apertura 2003 de Segunda División. Rocha ese día formó con Álvaro García, Pablo Seijas, Martín González, Charlie Santos, Angelo Lamanna, Matías González, Leonardo Maldonado, Luis Maguregui, Sergio Recoba, Heber Caro y Pedro Cardoso. Esa tarde de sábado 27/09/2003, el Estadio lució un marco espectacular, con unas 4000 personas que llenaron las gradas del Sobrero. Meses después llegó el esperado ascenso a Primera División.
El 27/11/2003 Rocha ganaba por 1 a 0 a Cerro Largo en el Dr. Mario Sobrero con gol de Sergio Recoba, uno de los goles más importantes de la historia si no el mejor. En otras canchas se estaban dando los resultados que a Rocha le servían, pero Rocha tenía que ganar y pasada la hora, en los minutos de descuento aparece el interminable Recoba para marcar el gol del ascenso, ¡y el pueblo rochense festejó con todo!
En el 2004 con Alberto Martínez como DT el objetivo principal era salvarse del descenso, después de un arranque regular en el campeonato Alberto Martínez fue cesado en su cargo y llegó Julio Acuña como DT, después de haber dirigido solo 11 partidos, a falta de 4 fechas, Rocha corría peligro de descenso, fue despedido y su lugar lo tomó un hombre de la casa Héctor Méndez, gracias a la victoria ante Deportivo Maldonado en el Sobrero con dos goles de Pedro Cardoso Rocha logra salvar la categoría, y el equipo de Maldonado desciende a la B.

### 2005: El año donde se quebró la historia
En el 2005 Rocha vivió la parte más exitosa de su corta historia. De la mano de su director técnico Luis González, Rocha empieza los trabajos de pretemporada en La Paloma. Con algunas contrataciones como los argentinos que trajo el Grupo inversor, con la llegada del lateral izquierdo Diego Ciz (proveniente de las inferiores de Peñarol), y con el resto del plantel del departamento. Rocha hizo un buen Campeonato Uruguayo Especial y termina ubicado en la quinta posición; hasta el momento había sido su mejor torneo. Rocha fue partícipe de la definición de este torneo porque en la última fecha se media ante Nacional en el Gran Parque Central, y el tricolor debía ganar para alcanzar a Defensor Sporting en la cima del torneo. Nacional venció 3-2 en un partido polémico donde el árbitro principal, Gustavo Méndez, añade 6 minutos de tiempo extra y sanciona un discutido penal en el último minuto de juego, que sería ejecutado y convertido por Sebastián Abreu a favor del bolso.
Rocha no sumaba ninguna alta, pero si dos bajas: la ida del argentino Diego Bonelli y la despedida del histórico Sergio Recoba. Rocha empezó el Apertura 2005/2006 con dos victorias ante Liverpool en condición de locatario y ante Danubio en la Curva de Maroñas. Después de algunos partidos perdidos y otros empatados, de la mano de sus principales jugadores como Pedro Cardoso, Heber Caro, Mauro Aldave, Luis Maguregui o Martín González, logró la victoria en tres partidos al hilo. El campeonato era un cabeza a cabeza con Nacional por el liderato del torneo. Para la undécima fecha, se enfrentarían estos dos en el Estadio Dr. Mario Sobrero. A los 60 minutos del partido, Rocha, con un Sobrero colmado como nunca, ganaba 2 a 0 ante el tricolor, pero Nacional se despertó y se terminó llevando los tres puntos hacia la capital.
Todo daba a pensar que Rocha se caería tras esa dura derrota, pero no fue así: el equipo ganó los tres partidos seguidos, y el próximo encuentro era en Montevideo contra Miramar Misiones, por la decimoquinta fecha del torneo. En una mañana de domingo llegaron unas 800 personas del este al Luis Méndez Piana a ver al líder exclusivo del campeonato. Todo empezó redondo y a los 9 minutos de juego Rocha ganaba 2 a 0, pero lo que parecía una goleada se complicó, el partido terminó 3 a 3 y parecía irse toda ilusión del campeonato, pero ese mismo día las esperanzas revivieron porque Nacional no le pudo ganar a Defensor Sporting. Llegada la penúltima fecha en el Sobrero, Rocha se media ante Rampla Juniors con una ciudad convulsionada por la campaña que venía haciendo el equipo. Rocha tenía incluso posibilidades de coronarse antes de terminado el campeonato. La gente apoyó en gran número con unas 5000 personas en el Mario Sobrero. Rocha terminó ganando ese partido 2 a 1 con dos goles de Luis Maguregui. Por su parte, hubo otra sorpresa y Nacional no pudo lograr la victoria ante Miramar Misiones, aquel mismo equipo que casi destruye las ilusiones de los celestes, le terminó posibilitando a Rocha coronarse campeón del Torneo Apertura. Ese miércoles Rocha formó con Álvaro García, Matías González, Diego Sosa, Darwin Noguéz, Diego Ciz, Pablo Esquivel, Martín González, Luis Maguregui, Heber Caro, Pedro Cardoso y Mauro Aldave.
Fue algo histórico para el fútbol uruguayo, porque es el primer equipo del Interior en coronarse campeón de un torneo de Primera División, en clasificar a la Copa Libertadores y ganarse el pasaporte a las finales de la temporada 2005/2006. No obstante, es importante aclarar que no debe entenderse por ganar el Torneo Apertura haberse consagrado campeón uruguayo, ya que dicho torneo lo clasificó para disputar las finales del Campeonato Uruguayo de 2005-06, que luego perdiera frente al Club Nacional de Football.
Tras la obtención del Torneo Apertura, la ciudad de Rocha estaba de fiesta, los festejos duraron hasta altas horas de la noche. Enseguida que el juez pitó la hinchada de Rocha invadió por completo el césped del Sobrero. Algo que quedara para historia es la vaca, la mascota celeste. Quedaba la última fecha y Rocha estrenaba el título nada menos que contra Peñarol en el mítico Estadio Centenario. Unos 3000 rochenses llegaron a la capital para ver al campeón. Cuando se llevaban 62 minutos de juego Rocha le ganaba 4 a 1 a Peñarol y todo hacía presumir una goleada histórica. Pero fue cuando el árbitro expulsó a Pedro Cardoso, que había anotado 3 de los 4 goles de Rocha, y después de esa expulsión, Peñarol fue en busca del partido y logró el empate 4 a 4. Aunque este partido solo quedara para el recuerdo, porque Rocha ya era el campeón. Rocha terminó con los dos goleadores del torneo: Pedro Cardoso con 11 goles y Mauro Aldave con 10 conquistas. También el mejor jugador del campeonato se lo llevó Pedro Cardoso.

### Debut en torneos internacionales
Copa Libertadores 2006
Rocha se convirtió en el único club del interior uruguayo en jugar Copa Libertadores. Participó de la Copa Libertadores de 2006, donde clasificó directamente a la segunda fase (fase de grupos) compartiendo el grupo 5 con Vélez Sarfield de Argentina, Liga de Quito de Ecuador y Universitario de Perú.
Debutó en la copa el 7 de febrero de ese año en condición de local contra el Universitario de Perú, pero su primer gol llegaría recién en el tercer partido, cuando en el minuto 7 el histórico goleador celeste Pedro Cardoso vencería el arco de Cristhian Mora, uno de los tantos jugadores de la Liga de Quito que formaba parte de La Selección Nacional de Ecuador.
En dicho grupo se posicionó tercero sumando 5 unidades detrás de Vélez (16 puntos) y la Liga de Quito (10 puntos) y sobre el Universitario (2 puntos). Tuvo que disputar sus partidos de local en el Estadio Domingo Burgueño Miguel de la ciudad de Maldonado, debido a la falta de capacidad de su propio estadio para competir internacionalmente.
| Fecha      | Ciudad       | Equipo rival    | Resultado | Racha | Goles                                                        |
| ---------- | ------------ | --------------- | --------- | ----- | ------------------------------------------------------------ |
| 07/02/2006 | Maldonado    | Universitario   | 0:0       |       | -                                                            |
| 14/02/2006 | Buenos Aires | Vélez Sarsfield | 0:3       | No    | Centurión 34', Gracián 75', Castromán 83'                    |
| 07/03/2006 | Maldonado    | Liga de Quito   | 3:2       | Sí    | P. Cardoso 6', 80', Segales 27' – Delgado 15', Urrutia 82'   |
| 16/03/2006 | Quito        | Liga de Quito   | 0:5       | No    | Murillo 14', Urrutia 26', 61', E. Méndez 64', Candelario 86' |
| 11/04/2006 | Maldonado    | Vélez Sarsfield | 0:5       | No    | Ereros 2', 33', 71', M. Zárate 9', Bustamante 56'            |
| 18/04/2006 | Lima         | Universitario   | 1:1       |       | A. Magallanes 63' (U) – P. Cardoso 75' (R)                   |

| Equipo          | Pts. | PJ | PG | PE | PP | GF | GC | DG  |
| --------------- | ---- | -- | -- | -- | -- | -- | -- | --- |
| Vélez Sarsfield | 16   | 6  | 5  | 1  | 0  | 18 | 6  | 12  |
| Liga de Quito   | 10   | 6  | 3  | 1  | 2  | 16 | 9  | 7   |
| Rocha           | 5    | 6  | 1  | 2  | 3  | 4  | 16 | –12 |
| Universitario   | 2    | 6  | 0  | 2  | 4  | 5  | 12 | –7  |

Copa Ricard
La Copa Ricard se disputó en enero del año 2006 y sirvió de preparación para los clubes Peñarol (URU), Nacional (URU), Dorados de Sinaloa (MEX) y Rocha Fútbol Club.
| Fecha      | Ciudad    | Equipo rival       | Resultado | Racha | Goles                                     |
| ---------- | --------- | ------------------ | --------- | ----- | ----------------------------------------- |
| 07/01/2006 | Maldonado | Dorados de Sinaloa | 0:1       | No    | -                                         |
| 14/01/2006 | Maldonado | Peñarol            | 1:2       | No    | Mauro Aldave 74' – Alberto Acosta 6', 53' |

### Amistosos internacionales
El club ha disputado dos amistosos internacionales en su cancha. Además previo a la Copa Libertadores 2006 realizó una gira donde enfrentó varios equipo del ascenso argentino.
| Fecha      | Ciudad | Equipo rival        | Resultado | Goles              |
| ---------- | ------ | ------------------- | --------- | ------------------ |
| 10/01/2006 | Rocha  | Fernando de la Mora | 1:1       | Luis Magüregui (R) |
| 16/01/2012 | Rocha  | Tacuary             | 0:4       |                    |

### Declive deportivo: Descensos
Después de las grandes hazañas del club, llegó un gran bajón a la temporada siguiente. En ese campeonato 2006-07, Rocha terminó descendiendo luego de perder en los partidos de desempate frente al club Progreso de Montevideo, que había terminado con el mismo puntaje en la Tabla del Descenso. En Rocha la victoria fue visitante 2 a 0, mientras que en Montevideo volvió a ganar Progreso 3 a 0.
Desde que Rocha descendió, disputó consecutivamente 9 campeonatos de Segunda División sin lograr actuaciones esperanzadoras que le permitieran regresar a la Primera División. Finalmente, en el campeonato del 2015-16, Rocha finalizó último en la tabla de promedios del descenso (acumulado de 2 temporadas), lo que le significó el descenso a la tercera y última categoría del fútbol uruguayo, la Segunda B Nacional.

#### Regreso a Segunda División
Tras el descenso en el campeonato de segunda división de 2015-16 a la Tercera categoría de fútbol en uruguayo, Rocha logró acceder a la Segunda División tras lograr el Campeonato Uruguayo de Primera División Amateur de 2019, Rocha FC logró el Torneo Clausura y la tabla anual de dicho campeonato y venció  a Uruguay Montevideo en las finales por la obtención del accenso.

### Cronograma
Datos actualizados hasta la temporada 2025 inclusive.
- Temporadas en Primera División: 6 (2000-2001 / 2004-2006/07)
- Temporadas en Segunda División: 13 (2002-2003 / 2007/08-2015/16 / 2020-2021)
- Temporadas en Tercera División: 7 (2017-2019 / 2022-presente)

## Símbolos

### Escudo y bandera
El escudo está compuesto por un sol amarillo con una pelota encima, en tonos de celeste y azul, y una ola representando las playas del departamento. Conlleva la inscripción "Rocha Fútbol Club" sobre un lazo azul que cubre al balón.
La bandera posee en su interior el escudo, con un fondo color celeste y unas figuras blancas y amarillas. Está adornada por dos estrellas contra la izquierda de la misma.

|  |

## Uniforme

### Uniforme titular
Rocha tomó sus colores y el diseño del uniforme de la Selección de fútbol de Rocha, hasta ese momento, 2 veces campeona de la Copa Nacional de Selecciones del Interior (camiseta celeste, pantalón y medias negras). Sin embargo, la camiseta original en las primeras temporadas fue distinta, debido a una disposición de la Asociación Uruguaya de Fútbol en aquel momento, que no permitía que los clubes utilizaran uniformes similares a la Selección uruguaya de fútbol, agregándole una banda ancha vertical de color blanco (delimitada por bordes de color amarillo). La alternativa de igual diseño que la titular, sólo que de color verde en representación del sector interior del departamento. Luego, desde el año 2002, la camiseta fue totalmente celeste, tal cual la antigua camiseta del seleccionado. El diseño original de las primeras temporadas regresó en 2011.
| 2000 | 2001 | 2002 | 2003-2005 | 2006-2007 | 2008 | 2009 A | 2009 B |

|  |  | 2010 | 2011 | 2012 | 2013 | 2014 A | 2014 B | 2015 | 2016 |

|  | 2017 | 2018 | 2019 | 2020 | 2021 | 2022 |

### Uniforme alternativo
La alternativa solía ser de color verde en representación al interior del departamento, hasta que en 2006 la empresa Topper la modificó a blanca. Para el año 2010 regresó el color verde como alternativa y nuevamente de 2017 a la fecha.
| 2000 | 2001 | 2003-2005 | 2006-2007 |  | 2010 | 2012 |

|  |  | 2014 B | 2015 | 2016 | 2017 | 2018 | 2020 |

### Indumentaria y patrocinador
| Período       | Proveedor |
| ------------- | --------- |
| 2000-2001     | Meta      |
| 2001-2002     | ASA       |
| 2002-2005     | Sporty's  |
| 2006-2007     | Topper    |
| 2008-2009     | Mgr Sport |
| 2009-2010     | Starbade  |
| 2011          | T-Shirt   |
| 2012-2013     | Mgr Sport |
| 2013          | Sport 7   |
| 2014-presente | Mgr Sport |

| Período    | Patrocinador principal | Patrocinador secundario |
| ---------- | ---------------------- | ----------------------- |
| 2000-2002  | Rocha Cable Color      |                         |
| 2002-2005  | Bus Ruta9              |                         |
| 2006-2007  | 7 UP                   | Aeropuerto de Carrasco  |
| 2008 -2009 | Nuñez                  | Aeropuerto de Carrasco  |
| 2011-2013  | Cable 8                | Aeropuerto de Carrasco  |
| 2014       | Ropería America        | Antel                   |
| 2014-2015  | Pringles               | Antel                   |
| 2016       | Fisterra               | Antel                   |
| 2017-2018  | Combina/Belco          |                         |
| 2019       | El Clon                |                         |
| 2020       | Cortiluz               | Antel                   |
| 2021-2022  | Cable 8 - Cortiluz     | Antel                   |
| 2023       | Cable 8 - Americano    |                         |

## Estadio
Rocha oficia de local en el Estadio Municipal Doctor Mario Sobrero, de propiedad departamental.
Tiene una capacidad para 10 000 espectadores.

## Entrenadores

### Cronología de entrenadores
| Entrenador           | Período     |
| -------------------- | ----------- |
| Juan Ramón Carrasco  | 2000 - 2001 |
| Nelson González      | 2001 - 2002 |
| Carlos Dante Cardozo | 2002        |
| Alberto Martínez     | 2003 - 2004 |
| Julio Acuña          | 2004        |
| Luis González        | 2005 - 2006 |
| Francisco Salomón    | 2006        |
| José Luis Bitabares  | 2006        |
| Héctor Méndez        | 2006        |
| Carlos Dante Cardozo | 2007        |
| José Luis Bitabares  | 2008        |
| Carlos Gilardengo    | 2009        |
| Gustavo Machain      | 2010        |

| Entrenador          | Período |
| ------------------- | ------- |
| Alfredo González    | 2010    |
| Alberto Quintela    | 2011    |
| Fernando Álvez      | 2011    |
| Julio Dornel        | 2012    |
| José Luis Bitabares | 2012    |
| César Olivera       | 2013    |
| Herley Pérez        | 2014    |
| Ignacio Saavedra    | 2014    |
| José Luis Bitabares | 2015    |
| Lumber Larrosa      | 2015    |
| Fabio Castroman     | 2015    |
| Leonardo Altez      | 2016    |
| Nery Machado        | 2017    |

| Entrenador          | Período   |
| ------------------- | --------- |
| José Luis Bitabares | 2017      |
| Gustavo Machado     | 2017      |
| Alberto Quintela    | 2018      |
| Gustavo Machado     | 2019-2020 |
| Marcelo Suárez      | 2020      |
| Ramiro Martínez     | 2021      |
| Bruno Piano         | 2021      |
| Gustavo Machado     | 2022      |
| Darlyn Gayol        | 2023      |
| Leonardo Rojas      | 2024      |
| Leonardo Audifred   | 2024      |

En cursiva, entrenadores interinos.